# توبياس شفاينشتايغر
توبياس شفاينشتايغر (بالألمانية: Tobias Schweinsteiger) هو لاعب كرة قدم ألماني في مركز الهجوم، ولد في 12 مارس 1982 في روزنهايم في ألمانيا. لعب مع آينتراخت براونشفايغ وبايرن ميونخ 2 ونادي أونترهاخينغ ويان ريغنسبورغ.

## وصلات خارجية
- توبياس شفاينشتايغر على موقع قاعدة بيانات كرة القدم.إي يو (الإنجليزية)
- توبياس شفاينشتايغر على موقع بيانات كرة القدم. دي إي (الألمانية)
- توبياس شفاينشتايغر على موقع عالم كرة القدم.نت (الإنجليزية)
- توبياس شفاينشتايغر على موقع AS.com (الإسبانية)